# Premier Amour (film, 2007)
Pour les articles homonymes, voir Premier Amour.
Pour plus de détails, voir Fiche technique et Distribution.
Premier Amour (初戀, Hatsu-koi) est un film japonais réalisé par Kōichi Imaizumi, sorti en 2007.

## Synopsis
Tadashi, un étudiant, est tombé amoureux de son camarade Kota. Mais un jour, confus dans ses sentiments, il le traite « tapette ».
Plus tard, il rencontre dans le train un couple gay composé de Hiroki et Shinji.

## Fiche technique
- Titre : Premier Amour
- Titre original : 初戀 (Hatsu-koi)
- Réalisation : Kōichi Imaizumi
- Scénario : Kōichi Imaizumi
- Musique : Hiroki Iwasa
- Photographie : Kōichi Imaizumi
- Montage : Kōichi Imaizumi
- Production : Kōichi Imaizumi et Hiroki Iwasa
- Société de production : Habakari Cinema
- Pays :  Japon
- Genre : Drame et romance
- Durée : 96 minutes
- Dates de sortie : 
  -  Nouvelle-Zélande : mai 2007 (Out Takes Film Festival)

## Distribution
- Hiroshi Murakami : Tadashi
- Teppen Matsunoki : Keigo
- Ryōya Kawashima : Hiroki
- Shinji Horie : Shinji
- Kei Shibata : Kota
- Kiyomi Itō : la mère de Hiroki
- Kōichi Imaizumi : l'ex de Keigo
- Mai Kawana : la mère de Tadashi
- Mioo Satō : Tomoya

## Distinctions
Le film a été présenté lors de la Berlinale 2008 dans la section Panorama.